# Crameillotte
La crameillotte (ou orthographiée cramaillote), appelée aussi miel de pissenlit, est une recette, de gelée, à base de fleurs de pissenlit, d'origine franc-comtoise.
Le mot « cramaillote » vient du mot franc-comtois cramaillot, qui désigne le pissenlit.

## Préparation

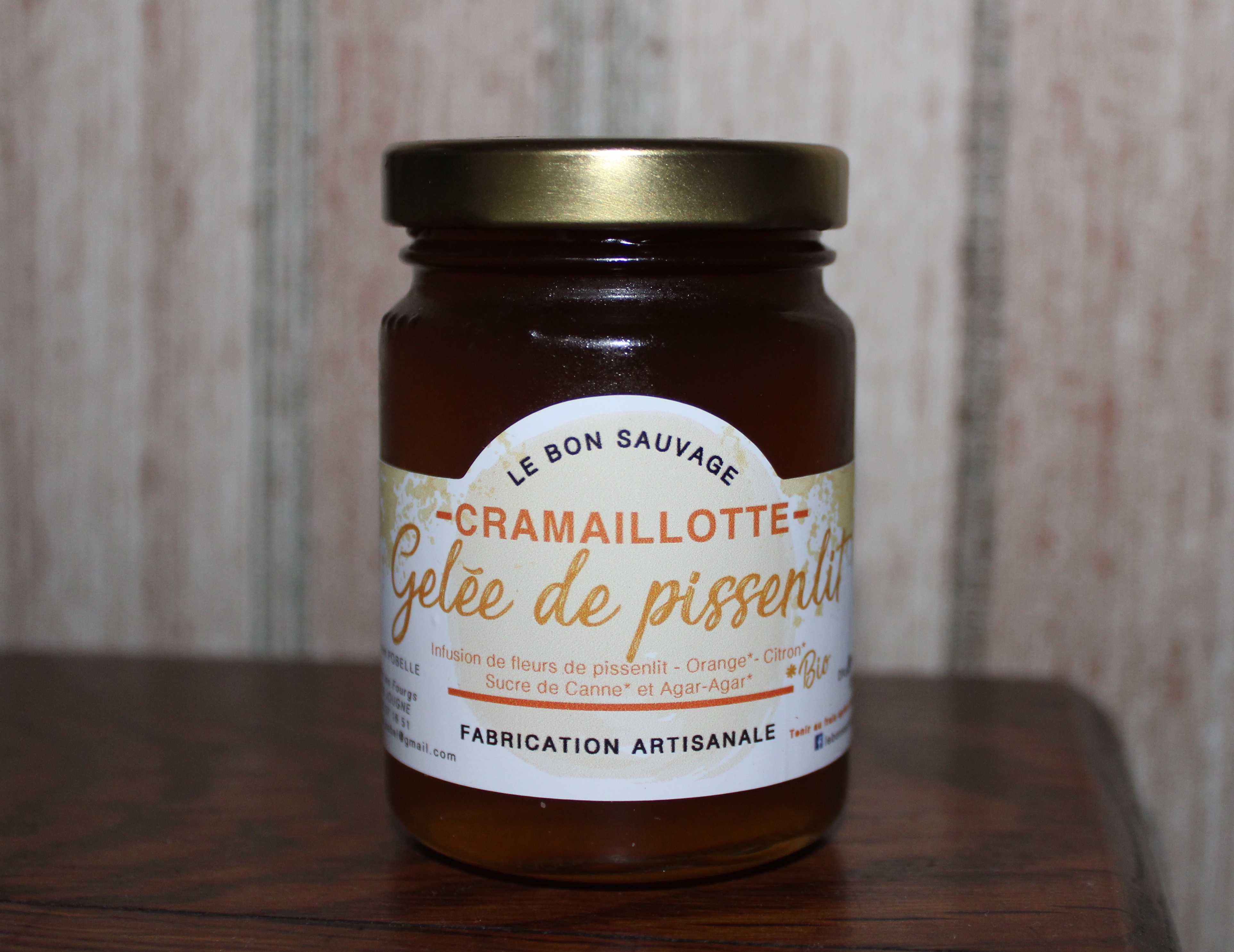
Pot de cramaillotte.

Pour réaliser environ 4  à   6 pots[évasif], il faut ramasser environ 400  à   500 fleurs dans un environnement protégé de toute pollution, les laver, enlever la tige et la partie verte au dos de la fleur, donnant environ 300 grammes de fleurs triées fraîches. Certains font sécher les fleurs et d'autres non.
Il faut ensuite faire cuire 45 minutes les fleurs dans un confiturier avec 1,5 litre d'eau, le jus d'un citron et d'une orange de préférence bio, certains y rajoutent le zeste.
Il faut ensuite remettre le jus au confiturier en rajoutant 80% de sucre avec pectine pour gelée soit environ 800 grammes par litre de jus.
La cuisson se fait à feu vif environ 30 minutes sans s'arrêter de tourner avec une cuillère en bois, la gelée est prête quand une cuillère de gelée versée sur une assiette se fige dans les 30 secondes qui suivent.
On verse immédiatement la gelée dans des pots stériles que l'on ferme fermement et retourne jusqu'au refroidissement.
La gelée doit avoir un goût très doux et une couleur blonde proche du miel.

## Vertus thérapeutiques
Le pissenlit est un diurétique riche en vitamines B, C, D, K, des antioxydants, du fer, du calcium, du cuivre, et du potassium, la cramaillote adoucit également les maux de gorge.